# 850'erne
Århundreder: 8. århundrede – 9. århundrede – 10. århundrede
Årtier: 800'erne 810'erne 820'erne 830'erne 840'erne – 850'erne – 860'erne 870'erne 880'erne 890'erne 900'erne
År: 850 851 852 853 854 855 856 857 858 859